# Без нашийника
«Без нашийника» (рос. Без ошейника) — український мелодраматичний дитячий фільм 1995 року режисера Радомира Василевського, знятий Одеською кіностудією.

## Сюжет
Семикласник Олег Гудков врятував безпритульного пса, привів його додому і несподівано зрозумів, що може розмовляти з ним. Собака розповів Олегу про своє життя і кохання до породистої доґині Гери, а хлопчик псу — про свої таємниці та потаємні бажання. Сюжетна лінія продовжується кількома зрадами новоявленого господаря, який у фіналі усвідомлює свої помилки та вирушає на пошуки зниклого собаки.

## Акторський склад
- Артур Майн — Олег Гудков
- Наташа Глуган — Ліна Корнеєва
- Марина Дюжева — мама Олега
- Володимир Носик — тато Олега
- Валентина Салтовська — бабуся Олега
- Наталія Бузько — мама Ліни
- Аристарх Ліванов — тато Ліни
- Віктор Павлов — Микола Хавкін
- Наталя Позднякова — Адочка Хавкіна
- Олександр Ільїн — хазяїн Сема
- В'ячеслав Ушанов — хазяїн Лорда
- Олексій Заливалов — хазяїн Рекса
- Любов Руднева — хазяйка Джульбарса
- Олексій Агоп'ян — хазяїн Джульбарса

## Знімальна група
- Режисери-постановники: Радомир Василевський
- Оператори-постановники: Леонід Бурлака
- Художники-постановники: Сергій Тарасов
- Сценаристи: Ігор Агеєв, Олександр Жилінський
- Композитори: Ольга Юдакіна
- Звукорежисери: Олександр Піров
- Режисери монтажу: Вікторія Монятовська
- Художники з костюмів: Тетяна Піддубна
- Художники із гриму: Сергій Маурін
- Автори віршів: Юрій Ентін

## Нагороди

### Україна
- V Відкритий фестиваль дитячого, юнацького та молодіжного кіно «Хрусталеві джерела», Суми (Україна), 1996 — Приз і диплом «За найкращий фільм»
- Всеукраїнський телевізійний фестиваль для дітей та юнацтва «Золоте курча», м. Київ (Україна), 1997

### Росія
- IV Міжнародний дитячий кінофестиваль «Артек», 1996
  - Приз і диплом «За найдобріший фільм»
  - Приз і диплом «Найкращому хлопчику-акторові» — Артур Майн
  - Приз і диплом «За найкращу музику» — Ольга Юдакіна
  - Диплом «За вірність вітчизняному кіномистецтву та творчий пошук» — Сер Гай Юлій Цезар ібн Хоттаб Абдул Огли а-ля Казанова Перший
  - Диплом «За дресуру» — Олексій Ворончук
- III Міський дитячий кінофестиваль «Відлуння “Артека” в Обнінську», Обнінськ (Росія), 1997
- Дитячий кінофестиваль країн СНД, 1997 — Спеціальний приз «За розвиток гуманістичної теми в дитячому кіно» — Ігор Агєєв

### Інші
- Фестиваль дитячих фільмів, Болгарія, 1997 — Лауреат фестивалю